# Championnat d'Espagne de hockey sur glace 1977-1978
Saison précédente Saison suivante
La saison 1977-1978 est la 6e saison du championnat d'Espagne de Hockey sur glace. Cette saison, le championnat porte le nom de Liga Española.
D'un point de vue fédéral, cette saison présente une grande nouveauté : le Hockey sur glace quitte la Fédération Espagnole de Patinage pour rejoindre la Fédération Espagnole de Ski.
Au niveau des clubs, le Championnat perd une unité. En effet si on peut compter sur le retour à la compétition du club de Vittoria, il faut aussi noter les désistements du CH Barcelona-Catalunya et du club de Puigcerdà (provisoire).

## Clubs de la Superliga 1977-1978
- FC Barcelone
- Casco Viejo Bilbao
- CH Jaca
- CH Las Palmas
- Portugalete
- Txuri Urdin
- Séville
- ARD Gasteiz

## Classement
| # | Club               |
| - | ------------------ |
| 1 | Casco Viejo Bilbao |
| 2 | Txuri Urdin        |
| 3 | FC Barcelone       |
| 4 | CH Jaca            |
| 5 | Portugalete        |
| 6 | ARD Gasteiz        |
| 7 | Séville            |
| 8 | CH Las Palmas      |

Pour la seconde fois consécutive, le Casco Viejo est sacré Champion d'Espagne de hockey sur glace pour la saison 1977-1978.